# Москва
Москва (рус. Москва) је главни и највећи град Русије. Према попису из 2021. било је 13.010.112 становника, док је у метрополитанском подручју било 21.534.777 људи. Један је од највећих градова на свету, као и најмногољуднији град у Европи. Налази се код реке Москва.
Током своје историје град је служио као главни град низу држава, од средњовјековне Велике московске кнежевине и пратећег Руског царства до Совјетског Савеза. У средишту града налази се Кремљ, утврђени комплекс који је до 1703. био политичко средиште Руског царства, а од 1918. Совјетског Савеза, и од 1991. Руске Федерације. Уз источни зид Кремља простире се Црвени трг, место многих државних церемонија. На тргу се налазе и две вероватно најпознатије московске грађевине — црква Св. Василија Блаженог и маузолеј Лењина. Кремљ је такође једно од неколико места светске баштине у граду. Оба дома руског парламента (Државна Дума и Савет Федерације) своја седишта такође имају у Москви.
Москва има статус града федералног значаја (федералног субјекта). Уз њу, такав статус у Русији имају још Санкт Петербург и Севастопољ. Налази се у Средишњем федералном округу. Административно се дели на 12 округа који се деле на многобројне подручне управе. Град опслужује опсежна транзитна мрежа, с четири међународне ваздушне луке, девет железничких терминала и московским метроом.
Током времена, Москва је стекла низ епитета, већина се односи на величину и доминантан положај града унутар нације: Трећи Рим (Третий Рим), Белокаменаја (Белокаменная), Первопрестолнаја (Первопрестольная), Четрдесет четрдесет(ица) (Сорок Сороков). Москва је такође велики економски и трговачки центар, дом великог броја милијардера. У 2019. Москва је заузела 102. место у истраживању трошкова живота које обухвата 133 града широм света, а на другом глобалном истраживању нашла се на 120. месту од 482 локације.

## Етимологија
Град Москва носи име по истоименој реци Москва (на староруском: град Москов, буквално преведено као „Град уз реку Москву“). Порекло хидронима реке није сасвим познато али ипак постоји неколико теорија. Најчешће хипотезе се базирају на корену старих језика (словенска, балтичка и угро-финска теорија) или на легендарним догађајима.
Словенска хипотеза сматра да име долази из древног руског језика, од речи: моск/мозг (руски: промозглый), што значи „влажан“ или „хладан“. Балтичка теорија полази од летонских речи: Mask-(u)va, што значи „мокро“, „блатњаво“. Угро-финске теорије, комбинују речи маска-ава, што значи „медведица“ или „мечка“. Остале хипотезе, као она о потомцима Нојевог унука Месеха и друге, су мање прихватљиве.

## Историја
У широј територији Москве нађени су трагови неолитских насеобина из периода од 3000—2000. п. н. е. Насеобине Словена потичу из 6. века, а Москва се први пут спомиње као насеље у летопису 1147. када је принц Новгородске републике позвао Јурија Долгоруког речима: „дођи мени, брате, у Москву“. Кнез Јуриј Долгоруки изградио је утврђење од дрвета — Кремљ — 1156. године, око којег се ширило насеље. Од почетка 14. века у власти је московских кнежева, а од друге половине 14. века она се изједначује са појмом руске државе и налази се на челу борбе против монголско-татарског јарма. У 14. и 15. веку Московљани су дизали више устанака против својих феудалаца. Од друге половине 15. века Москва постаје престоница руске државе, а почетком 16. века имала је око 100.000 становника.
У том периоду Кремљ се изграђује од чвршћег материјала и на ширем простору. До 18. века Москва постаје велики трговачко-индустријски центар, али је опао број њених становника када је Санкт Петербург постао престоница 1712. године. За време Наполеонових ратова (око 1812) у Москви је изгорело три четвртине зграда, али је упркос томе крајем 19. века постала велики научни, политички и културни центар. У револуцији 1905—1907. московски пролетаријат узео је масовно учешће и од марта 1918. на челу се налази Лењин. У Другом светском рату Немци су пред Москвом претрпели одлучујући неуспех, а Москву је бранило 500.000 Московљана, међу којима и велики број жена.
У Москви су одржане Летње олимпијске игре 1980., које су због совјетске инвазије Авганистана крајем 1979, бојкотовале САД и неколико других западних земаља. 1991, Москва је била поприште неуспелог покушаја државног удара неких чланова совјетске власти против Михаила Горбачова. Након што се крајем исте године СССР распао, Москва је остала главни град Русије. Такође, 1993. у Москви се одиграо жестоки оружани сукоб између тадашњег председника Русије Бориса Јељцина, којег је подржала руска војска, и руског парламента.
Од тада, појава тржишне привреде проузроковала је бујање малопродаје, услуга, модерне архитектуре и економије. Године 1998. град је био домаћин првих Светских игара младих.

## Географија

### Географски положај
Налази се у центру европског дела бившег СССР, на обалама реке Москве, великој Руској низији. Москва је смјештена у благо брежуљкастом подручју на обалама Москве, реке дугачке око 500 km која тече Источноевропском низијом у средишњој Русији. Надморска висина града у Сверуском изложбеном центру, где се налази главна метеоролошка станица, је 156 m. Највиша тачка је Теплостанскаја висораван с 255 m. Ширина града (не рачунајући МКАД као границе), од запада према истоку је 39,7 km, а од севера до југа је 51,7 km.
Федерални град Москва је од 2012. проширен новим административним окрузима.
- Централни
- Северни
- Североисточни
- Источни
- Југоисточни
- Јужни
- Југозападни
- Западни
- Северозападни
- Зеленоград
- Новомосковски
- Троицки

### Време
Москва се налази у временској зони "Московског стандардног времена" (МСК) која обухваћа већину средишње Русије, као и Санкт Петербург. Зона је 3 сата испред координираног светског времена, тј. UTC+3. Од 26. октобра 2014. године постављено је време „зима“, летње време се не користи. 

### Клима
Москва је у подручју умереноконтиненталне климе (Кепенова класификација климе Dfb) с топлим, донекле влажним летима и дугим, хладним зимама. Уобичајене високе температуре у топлим месецима јуну, јулу и аугусту су око 23 °C, али током таласа врућине који могу трајати недељу или две (између маја и септембра), дневне високе температуре често достижу 30 °C. Зими, температура обично пада на око −10 °C, иако може бити и топлијих раздобља с температурама изнад 0 °C. Највиша температура икад забиљежена износила је 38,2 °C на метеоролошкој станици ВВЦ и 39,0 °C у средишту Москве 29. 7. 2010, током неуобичајеног таласа врућине на северној полутки. Према новом просеку из периода 1981—2010. средња температура у јулу је 19,2 °C. Најнижа икада забиљежена температура била је −42,2 °C у јануару 1940. Просечна годишња температура (1981—2010) је 5,8 °C, али година 2007—2008. годишња температура била је виша од 7 °C. Насупрот томе, у првој половини 20. века, у Москви је током касних летних мјесеци било лаганог мраза. Снежни покривач (3-5 месеци годишње) најчешће је присутан од краја новембра до средине марта.
Месечна количина падавина креће се између 35 mm и 85 mm, с нешто већом количином летних месеци. Ради значајне разлике у температури између зимских и летних месеци, као и ограничене флуктуације у нивоу падавина током лета, сматра се да је Москва у зони континенталне климе.
Москва има просечно 1731 сунчаних сати годишње, с варијацијама између 8% у децембру и 52% од маја до августа. Од 2004. до 2008. просек је био између 1800 и 2000 сати.
| Клима Москве                | Клима Москве | Клима Москве  | Клима Москве  | Клима Москве | Клима Москве | Клима Москве | Клима Москве | Клима Москве | Клима Москве | Клима Москве | Клима Москве | Клима Москве  | Клима Москве |
| Показатељ \ Месец           | .Јан.        | .Феб.         | .Мар.         | .Апр.        | .Мај.        | .Јун.        | .Јул.        | .Авг.        | .Сеп.        | .Окт.        | .Нов.        | .Дец.         | .Год.        |
| --------------------------- | ------------ | ------------- | ------------- | ------------ | ------------ | ------------ | ------------ | ------------ | ------------ | ------------ | ------------ | ------------- | ------------ |
| Апсолутни максимум, °C (°F) | 8,6 (47,5)   | 8,3 (46,9)    | 17,5 (63,5)   | 28,0 (82,4)  | 34,9 (94,8)  | 34,7 (94,5)  | 38,2 (100,8) | 37,3 (99,1)  | 32,3 (90,1)  | 24,0 (75,2)  | 12,6 (54,7)  | 9,6 (49,3)    | 38,2 (100,8) |
| Средњи максимум, °C (°F)    | −4,9 (23,2)  | −3,5 (25,7)   | 2,2 (36)      | 10,8 (51,4)  | 18,2 (64,8)  | 22,1 (71,8)  | 23,2 (73,8)  | 21,3 (70,3)  | 15,1 (59,2)  | 8,1 (46,6)   | 0,6 (33,1)   | −3,1 (26,4)   | 9,2 (48,6)   |
| Просек, °C (°F)             | −7,5 (18,5)  | −6,7 (19,9)   | −1,4 (29,5)   | 6,3 (43,3)   | 12,8 (55)    | 17,1 (62,8)  | 18,4 (65,1)  | 16,4 (61,5)  | 10,8 (51,4)  | 5,0 (41)     | −1,6 (29,1)  | −5,4 (22,3)   | 5,4 (41,7)   |
| Средњи минимум, °C (°F)     | −10,3 (13,5) | −9,9 (14,2)   | −4,7 (23,5)   | 2,1 (35,8)   | 7,4 (45,3)   | 12,0 (53,6)  | 13,8 (56,8)  | 12,0 (53,6)  | 7,0 (44,6)   | 2,0 (35,6)   | −3,7 (25,3)  | −7,9 (17,8)   | 1,7 (35,1)   |
| Апсолутни минимум, °C (°F)  | −42,2 (−44)  | −38,2 (−36,8) | −32,4 (−26,3) | −21,0 (−5,8) | −7,5 (18,5)  | −2,3 (27,9)  | 1,3 (34,3)   | −1,2 (29,8)  | −8,5 (16,7)  | −16,1 (3)    | −32,8 (−27)  | −38,8 (−37,8) | −42,2 (−44)  |
| Количина падавина, mm (in)  | 46 (18,1)    | 36 (14,2)     | 32 (12,6)     | 38 (15)      | 52 (20,5)    | 84 (33,1)    | 90 (35,4)    | 80 (31,5)    | 67 (26,4)    | 66 (26)      | 60 (23,6)    | 53 (20,9)     | 705 (277,6)  |
| Извор: Погода и климат      |              |               |               |              |              |              |              |              |              |              |              |               |              |

Москва је у центру истоимене, најгушће насељене и привредно најразвијеније области. Око Москве размештени су многи индустријски градови, а неки од њих чине урбанистичку целину са Москвом као њена предграђа.

## Становништво
Према прелиминарним подацима са пописа, у граду је 2010. живело 11.514.330 становника, 1.131.576 (10,90%) више него 2002.
| 1400.     | 1638.     | 1710.     | 1725.      | 1738.      | 1775.     | 1785.     | 1811.     | 1813.     | 1825.     |
| --------- | --------- | --------- | ---------- | ---------- | --------- | --------- | --------- | --------- | --------- |
| 40.000    | 200.000   | 160.000   | 145.000    | 138.400    | 161.000   | 188.700   | 270.200   | 215.000   | 241.500   |
| 1840.     | 1856.     | 1868.     | 1871.      | 1888.      | 1897.     | 1912.     | 1920.     | 1926      | 1939.     |
| 349.100   | 368.800   | 414.400   | 601.969    | 753.459    | 1.038.600 | 1.617.157 | 1.027.300 | 2.101.200 | 4.609.200 |
| 1959.     | 1979.     | 1989.     | 2002.      | 2010.      |           |           |           |           |           |
| 6.133.100 | 8.142.200 | 8.972.300 | 10.382.754 | 11.514.330 |           |           |           |           |           |

## Привреда
У 2007. Москва је другу годину за редом проглашена за град који је најскупљи на свету за живот.
У 2019. години, истраживање трошкова живота које проводи Economist Intelligence Unit сврстало је Москву на 102. место у својој полугодишњој листи 133 најскупља града. Истраживање трошкова живота које је спровела ECA International сврстало је Москву на 120. место међу 482 локације широм света у 2019. години.

### Саобраћај

#### Међуградски саобраћај
У Москви постоје пет путничких аеродрома: Шереметјево, Домодедово, Внуково, Жуковскиј и Остафијево. Шереметјево представља аеродром на који долази шездесет процената путника са међународних летова. Такође око Москве постоје и мањи аеродроми као што је Мјачково на који слећу приватни авиони и хеликоптери.
Москва има девет већих железничких терминала, и још неколико мањих станица. Терминали су Белоруски, Казањски, Кијевски, Курски, Лениградски, Павелецки, Ришки, Савјоловски и Јарославски железнички терминал. Сви се налазе око центра града али у сваки од њих долазе возови из различитих делова Европе и Азије. Пошто су возови најјефтинији вид саобраћаја у земљи већина Руса путује њима, посебно за Санкт Петербург и на исток Транссибирском железницом.
Москва је највеће речно пристаниште Русије, повезана каналима и реком Волгом са 5 мора (Балтичким, Белим, Азовским, Црним и Каспијским морем/језером). Река Москва је притока Оке и протиче кроз Москву дужином 45 km, где је широка 100-150 m. Од 1932—1937. спојена је каналом са Волгом
Постоје и два речна терминала Северни и Јужни. Поред њих Москва има и Централну аутобуску станицу кроз коју дневно прође 25, 000 путника.

#### Градски саобраћај
Подземна железница (метро) постоји од 1935. Московски метро укупно има 282,4 km пруге, 12 линија и 173 станица. Просечним радним даном у метроу се превезе 8-9 милиона путника. Иако није највећи, најстарији и најсавременији, московски метро је по многим најлепши.
Поред подземне железнице у Москви постоји 6 аутомобилских магистрала и путева. Како географски положај Москве одређује климатске услове, те да су дани зими краћи а ноћи дуге и лети обратно, радно време запослених у готово свим компанијама на овом простору почиње између 10 и 11 часова пре подне. Стим у вези, чувене московске гужве у саобраћају почињу у ово време и имају свој наставак од 18—20 часова навече. Поред огромних булевара са по 10-ак трака у једном правцу, саобраћај за време шпица одвија се врло успорено па и краће туре (од 10 km) траје по неколико сати, што нимало не чини Московљане нервозним те живот у близини ових булевара чини релативно мирним. Са таквим предзнањем, лако је закључити да је чувена московска изрека : „Два посла у Москви у једном дану није могуће обавити“ заправо и реална слика Москве. Како се град уједначено развијао радијално у свим правцима, велики број псеудо кружних улица које су том приликом настајале стварале су мноштво алтернативних праваца, те се већина Московљана креће на путу до посла у једном а враћа са истог другим правцем.

## Архитектура
Дуго времена градом су доминирале Православне цркве. изглед Москве се драстично променио у Совјетским временима, нарочито за време Стаљина. Тада је дошло до модернизације града где су изграђени широки булевари и други велики путеви али и уништена бројна битна архитектонска здања.
Кула Шукарев, многа имања и продавнице као и различите грађевине везане за религију као што је Казањска Катедрала или Храм Христа Спаситеља су биле уништене за време Стаљинове владавине. Међутим током деведесетих обе су поново изграђене .
Један од главних архитеката ране Совјетске Русије је Владимир Шуков који је пројектовао неколико грађевина у Москви. По њему је названа и Кула Шуков која се користила као торањ за пренос радио-сигнала, грађена је између 1919. и 1922.
Стаљин је такође наредио изградњу комплекса зграда „Седам Сестара“, објеката које подсећају делом на катедрале. Свих седам зграда се виде са већине узвишења у граду, и оне су највише зграде у централној Москви осим торња Останкино. Како је совјетска политика захтевала да сваки грађанин и његова породица буду стамбено збринути, почели су да се граде велики стамбени блокови. Већина ових зграда била је изграђена у постстаљинистичкој ери и названа по људима који су тада били на власти- Брежњев, Хрушчов. Грађевине Совјетског доба су масивне и обично украшени мотивима Социјалистичког реализма. Међутим, мање цркве који се виде на обрисима града још увек се налазе на различитим тачкама у Москви. У популарној туристичкој улици Стари Арбат које важи за срце боемског простора града још увек се налазе здања сазидана пре 20. века. Многе зграде које се налазе у самом центру града (нпр. у улици Тверскаја) су представници опадања буржоазије за време царистичких времена. Останкино, Кусково, Узкоје су велика имања која се налазе непосредно изван Москве и која су припадала племићима из доба Царске Русије.
Постоје покушаји да се рестаурирају најбоље сачувани примери архитектуре ранијих времена. Реновирани објекти се лако уочавају због светлих боја и карактеристичних фасада.
Многе куће познатих писаца, композитора и уметника претворени су у музеје.

## Знаменитости
Најстарије језгро и центар града је Кремљ, испред којег је Лењинов маузолеј на Црвеном тргу. Кремљ је централни део старих руских утврђених градова из феудалног доба опасан зидовима са кулама. У Кремљу су се налазили кнежев двор, саборна црква и куће племства. После Другог светског рата изграђене су многобројне простране стамбене четврти, широки булевари са алејама, трговима и парковима.
Град је политичко-управно подељен на 17 рејона. Седиште је највиших државних органа и научних установа (којих у Москви има 535), санитетских установа, института, лабораторија, библиотека (око 4.000), музеја, позоришта, уметничких галерија.
Москва има неколико универзитета (међу којима су МГУ Ломоносов, МГИМО, МГТУ, МФТИ, МИРЕА, МЭИ и други), са универзитетским градом изграђеним на Врапчевим брдима. Најстарији универзитет је Ломоносов, основан 1755. године. Москва је град са многобројним уметничким и архитектонским споменицима.
У близини Москве налази се атомски центар Русије и институт за нуклеарна истраживања. У околини града изграђена је и прва атомска електрична централа. У зони од око 10 km од Москве је шумски зелени појас у којем су подигнути многи стадиони и спортски центри.

## Будући пројекти
Московски Интернационални бизнис центар или Москва — Сити је део централне Москве. Налази се на дистрикту Пресненски који је тренутно у интензивном грађевинском развоју.
Циљ овог пројекта је да се направи зона, прва у Русији и целој источној Европи где ће на једном месту бити пословни, стамбени и објекти за забаву. Овај пројекат је усвојила влада Москве 1992. године.
Зграда Куле Федерације је једна од највиших у Европи.

## Партнерски градови
Први партнерски град граду Москва, био је Беч са којим је Москва успоставила партнерске односе још 1956. године. Први побратимски градови овом граду били су Берлин и Буенос Ајрес и то тек 1990. године. Данас, град Москва има побратимске релације са 86 градова, а једини град партнер Москви је град Париз.
- Ла Паз
- Тбилиси
- Берлин
- Каиро
- Вилњус
- Коломна
- Павлодар
- Њу Делхи
- Београд
- Чикаго
- Краков
- Јерусалим
- Мадрид
- Тел Авив
- Техеран
- Варшава
- Рига
- Букурешт
- Пекинг
- Бања Лука
- Торжок
- Лозана
- Брисел
- Таранто
- Миколајив
- Лондон
- Софија
- Амстердам
- Праг
- Делхи
- Манила
- Буенос Ајрес
- Нур Султан
- Атина
- Диселдорф
- Беч
- Талин
- Бангкок
- Јереван
- Инголштат
- Алжир
- Тунис
- Џакарта
- Анкара
- Аман
- Бејрут
- Сеул
- Симферопољ
- Подгорица
- Кошице
- Харков
- Доњецк
- Ганџа
- Брест
- Ужгород
- Рашт
- Јелгава
- Пазарџик
- Токио
- Братислава
- Пјонгјанг